# Maurice Dionne
Pour les articles homonymes, voir Dionne.
Maurice Adrian Dionne (26 août 1936 - 17 novembre 2003) est un directeur d'école et un homme politique canadien.

## Biographie
Maurice Dionne est né le 26 août 1936 à Bath, au Nouveau-Brunswick. Son père est George P. Dionne et sa mère est Mary E. McLaughlin. Il épouse Précille Babin le 12 août 1961 et le couple a cinq enfants.
Il est député de Northumberland—Miramichi à la Chambre des communes du Canada de 1974 à 1984 en tant que libéral. Il est ensuite député de Miramichi de 1988 à 1993, toujours sous la bannière libérale. Il est secrétaire parlementaire au ministère de la Défense nationale de 1975 à 1977 et secrétaire parlementaire au ministère de l'Agriculture de 1982 à 1984.